# Iarley
Pour les articles homonymes, voir Dantas.
Pedro Iarley Lima Dantas, connu sous le nom de Iarley, né le 29 mars 1974 à Quixeramobim, est un footballeur brésilien évoluant au poste de milieu offensif ou d'attaquant des années 1990 à 2010.

## Biographie
L'attaquant s'est notamment fait remarquer, durant sa carrière, à l'Internacional, au Paysandu, Boca Juniors, et Ceará .
Originaire de Quixeramobim (dans l'état du Ceará), Iarley a été formé au Ferroviário où tout a commencé réellement pour lui, en 1993. La même année, il devient joueur professionnel et en 1994, il est vendu à Quixadá. L'année suivante il part pour le football espagnol, plus précisément pour jouer dans l'équipe B du Real Madrid. Il reste en Espagne jusque 1999, où il joue également à Ceuta et Melilla.
De retour au Brésil, il fait un bref passage dans l'équipe d'Uniclinic (du Ceará), avant de démarrer réellement sa carrière, avec Ceará . Après avoir conquis le championnat régional en 2002, Iarley change à nouveau de club, allant pour le Paysandu, qui s'était tout juste qualifié pour disputer la Copa Libertadores de l'année suivante. Le Papão da Curuzu et Iarley ont fait une très grande compétition internationale. Il permet à son équipe de gagner la première place de sa poule, devant de très grandes équipes comme Sporting Cristal, et Cerro Porteño. En huitième de finale, il continue d'enchanter contre le Boca Juniors, où il est l'homme du match, et permet à son équipe d'entrer dans l'histoire de la compétition en gagnant dans La Bombonera par un but à rien. Mais cela ne suffit pas, et l'équipe du nord du Brésil s'incline au match retour, 4-2 et se fait ainsi éliminer de sa première compétition internationale. 
La prestation exemplaire du joueur brésilien cependant, convainc l'équipe des Xeneize, qui le prend immédiatement après la Copa Libertadores. En Argentine, Iarley gagne le Torneio Clausura  de 2003, la Coupe du monde des clubs , jouant 32 matchs, et marquant à cinq reprises. Il part ensuite pour le football mexicain, où il défend les couleurs du Dorados, avant de revenir définitivement en 2005 au Brésil, avec l'Internacional.
Une fois encore, Iarley aide son équipe à gagner la Copa Libertadores puis la Coupe du monde des clubs , où il joue la finale contre le Barcelone de Ronaldinho, en 2006. C'est d'ailleurs lui qui fait la passe décisive à Adriano Gabiru permettant à l'équipe brésilienne de gagner son titre international, inédit.
En 2008, il part pour Goiás, où il reste jusque 2010, avant d'être transféré pour Sport Club Corinthians Paulista. Mais il y montre un jeu timide, et est prêté au Ceará, et en 2011 retourne également à Goiás, où il marque un des buts fondamentaux permettant à l'équipe, en 2012, de revenir en Série A.
Son désir est de terminer sa longue carrière dans le club qui l'a révélé, et décide de revenir dix ans après, en janvier 2013 au Paysandu, pour aider son équipe à redorer son blason, qui après avoir cottoiyé la troisième division brésilienne, est enfin parvenue à revenir en seconde division.

## Palmarès
- Boca Juniors
  - Vainqueur du tournoi d'ouverture du Championnat d'Argentine de football 2003-2004
  - Vainqueur de la Coupe intercontinentale 2003

- SC Internacional
  - Vainqueur de la Coupe du monde des clubs 2006
  - Vainqueur de la Recopa Sudamericana 2007
  - Vainqueur du Championnat du Rio Grande do Sul de football en 2008
  - Vainqueur du Championnat de Goiás de football en 2009

- Paysandu
  - Vainqueur du Championnat du Pará de football en 2013